# Öffentlichkeitsregister
Das Öffentlichkeitsregister war ein öffentliches und mit öffentlichem Glauben ausgestattetes Register im Fürstentum Liechtenstein. Dieses diente in erster Linie der Rechtssicherheit des Handelsverkehrs durch Offenlegung der privatrechtlichen Verhältnisse an Unternehmen. Seit dem 1. Februar 2013 wird es als Handelsregister bezeichnet und ist Teil des Amtes für Justiz.
Das Öffentlichkeitsregister als Handelsregister hatte öffentlichen Glauben.

## Rechtsgrundlagen
Die Einrichtung und Führung des Öffentlichkeitsregisters (nunmehr: Handelsregister genannt) wurde im Personen- und Gesellschaftsrecht (Art 944 ff PGR) sowie in der Öffentlichkeitsregisterverordnung (ÖRegV) geregelt.

## Eintragungspflichtige Personen
Ins Öffentlichkeitsregister eingetragen wurden grundsätzlich (Art 42 ff ÖRegV):
- Einzelfirmen (Art 53 ÖRegV),
- Kollektiv- oder Offene Gesellschaften (Art 54  ÖRegV),
- Aktiengesellschaften (Art 55 ff ÖRegV, Art 70a ÖRegV),
- Gesellschaften mit beschränkter Haftung (Art 71 ff ÖRegV),
- Genossenschaften (Art 77 ff ÖRegV, Art 81a ÖRegV),
- Versicherungsverein auf Gegenseitigkeit und Hilfskasse (Art 82 f ÖRegV),
- Anstalten (Art 84 ff ÖRegV),
- Stiftungen (Art 89 ff ÖRegV),
- Vereine (Art 92 f ÖRegV),
- Andere Verbandspersonen und Anstalten (Art 94 ÖRegV),
- Gemeinderschaft (Art 95 f ÖRegV),
- Treuhandverhältnisse (Art 99 ff ÖRegV),
- registrierte Treuunternehmen (Art 101 f ÖRegV),
- Zweigniederlassung (Art 103 ff ÖRegV),
- Gewerbe des öffentlichen Rechts (Art 110 ÖRegV),
- Europäische Wirtschaftliche Interessenvereinigungen (Art 111 ff ÖRegV).

## Ziel und Öffentlichkeitsprinzip
Das Öffentlichkeitsregister war ein (relativ) öffentliches und mit öffentlichem Glauben ausgestattetes Register.
Oberstes Ziel war grundsätzlich die Gewährung von Rechtssicherheit im Handelsverkehr durch Offenlegung der privatrechtlichen Verhältnisse.
Personen, welche ein berechtigtes Interesse an der Einsicht in das Öffentlichkeitsregister glaubhaft machen konnten, war diese zu gewähren und Abschriften der Eintragungen auszuhändigen. Hinsichtlich Aktiengesellschaften, Kommanditaktiengesellschaften und Gesellschaften mit beschränkter Haftung war die Einsichtnahme bzw. Abschriftnahme auf schriftliches Gesuch hin auch ohne Bescheinigung eines berechtigten Interesses zu gestatten.
Einsichtnahme, Auszüge, Abschriften oder Zeugnisse von hinterlegten Akten und Schriftstücken (insbesondere im Hinblick auf die Hinterlegung von Stiftungsdokumenten, Treusatzungen und dergleichen) konnten nur von der Person erlangt werden, welche diese Dokumente selbst hinterlegt hat oder dazu eine Ermächtigung erteilte. Ein generelles Einsicht- und Auskunftsrecht war für das liechtensteinische Öffentlichkeitsregister nicht gegeben (eingeschränktes Öffentlichkeitsprinzip).
Diese Auszüge aus dem Öffentlichkeitsregister wurden grundsätzlich nur in beglaubigter Form ausgestellt.

## Aufgaben
Hauptaufgaben waren:
- die Eintragung von Unternehmen, Stiftungen, Anstalten, Treuhänderschaften oder Fonds.
- Hinterlegungen von Dokumenten betreffend Stiftungen,
- Trust/Settlement und sonstigen Urkunden,
- Durchführung von öffentlichen Beurkundungen,
- Firmenabklärungen (Name),
- Gesetzlich vorgeschriebene Bekanntmachungen,
- diverse Amtsgeschäfte, wie Kontrolle der Einhaltung diverser Vorschriften (Bilanzeinreichung etc.), Sitzverlegungen, Prüfungen und Vorprüfungen,[6]
- Führung der Art 180a PGR Liste,
- Diverse Prüfungen,
- Einhaltung der Deklarationspflicht nach Art 128b PGR,
- Datenerhebung nach Art 988 PGR,
- Überwachung der Einhaltung des Täuschungsverbots nach Art 989 PGR.

## Publikation
„Die Eintragungen im Öffentlichkeitsregister sowie sonstige Bekanntmachungen werden, sofern das Gesetz keine andere Form der Bekanntmachung ermöglicht (Anschlag an der Gerichtstafel etc.) oder keine teilweise oder nur auszugsweise Bekanntmachung durch Gesetz oder Verordnung vorgeschrieben ist, mit ihrem ganzen Inhalt ohne Verzug durch das Grundbuch- und Öffentlichkeitsregisteramt in den amtlichen Publikationsorganen veröffentlicht.“

Als amtliche Publikationsorgane fungierten das Liechtensteiner Volksblatt und das Liechtensteiner Vaterland.
Für Sitzunternehmen, welche nicht in der Rechtsform einer AG, Kommanditaktiengesellschaft oder GmbH eingetragen sind, mussten Bekanntmachungen nicht in den amtlichen Publikationsorganen erfolgen.

## Eingetragene Rechtsformen im Öffentlichkeitsregister
Die Entwicklung der Bestandanzahl einzelner Rechtseinheiten beim liechtensteinischen Handelsregister ist durchgängig seit 2000 negativ. Im Zeitraum von 2000 bis zum 1. Januar 2017 wurden im Register rund 52.000 Unternehmensformen gelöscht (- 62 %). Bei weiterer Anhaltung dieser Entwicklung, wie in den Jahren 2009 bis 2016, wird spätestens 2025 ein Stand an in Liechtenstein registrierten Unternehmen wie 1945 erreicht sein. Während der Aufbau auf einen Höchststand von etwa 84.000 eingetragenen Unternehmensformen 55 Jahre dauerte, würde die Reduktion auf den Stand 1945, sofern die Tendenzen der Löschungen anhalten, in nur 25 Jahren erreicht.
| Entwicklung der Anzahl der Unternehmen in Liechtenstein | Entwicklung der Anzahl der Unternehmen in Liechtenstein | Entwicklung der Anzahl der Unternehmen in Liechtenstein | Entwicklung der Anzahl der Unternehmen in Liechtenstein | Entwicklung der Anzahl der Unternehmen in Liechtenstein | Entwicklung der Anzahl der Unternehmen in Liechtenstein | Entwicklung der Anzahl der Unternehmen in Liechtenstein | Entwicklung der Anzahl der Unternehmen in Liechtenstein | Entwicklung der Anzahl der Unternehmen in Liechtenstein | Entwicklung der Anzahl der Unternehmen in Liechtenstein | Entwicklung der Anzahl der Unternehmen in Liechtenstein | Entwicklung der Anzahl der Unternehmen in Liechtenstein | Entwicklung der Anzahl der Unternehmen in Liechtenstein | Entwicklung der Anzahl der Unternehmen in Liechtenstein | Entwicklung der Anzahl der Unternehmen in Liechtenstein |
| ------------------------------------------------------- | ------------------------------------------------------- | ------------------------------------------------------- | ------------------------------------------------------- | ------------------------------------------------------- | ------------------------------------------------------- | ------------------------------------------------------- | ------------------------------------------------------- | ------------------------------------------------------- | ------------------------------------------------------- | ------------------------------------------------------- | ------------------------------------------------------- | ------------------------------------------------------- | ------------------------------------------------------- | ------------------------------------------------------- |
| 1000                                                    | 10000                                                   | 53000                                                   | 84000                                                   | 78907                                                   | 73856                                                   | 64951                                                   | 58391                                                   | 52973                                                   | 46388                                                   | 41137                                                   | 36307                                                   | 32035                                                   | 28428                                                   | 27053                                                   |
| 1945                                                    | 1963                                                    | 1983                                                    | 2000                                                    | 2009                                                    | 2010                                                    | 2011                                                    | 2012                                                    | 2013                                                    | 2014                                                    | 2015                                                    | 2016                                                    | 2017                                                    | 2018                                                    | 2019                                                    |

| Rechtsform | Stand per 1. Januar 2009 | Stand per 1. Januar 2010 | Stand per 1. Januar 2011 | Stand per 1. Januar 2012 | Stand per 1. Januar 2013 | Stand per 1. Januar 2014 | Stand per 1. Januar 2015 | Stand per 1. Januar 2016 | Stand per 1. Januar 2017 | Stand per 1. Januar 2018 | Stand per 1. Januar 2019 | Veränderung 2009/2018 |
| --- | ------------------------ | ------------------------ | ------------------------ | ------------------------ | ------------------------ | ------------------------ | ------------------------ | ------------------------ | ------------------------ | ------------------------ | ------------------------ | --------------------- |
| Einzelunternehmen                                                                                                 | 487                      | 497                      | 576                      | 614                      | 541                      | 544                      | 542                      | 524                      | 534                      | 543                      | 549                      | + 12,8 % (+62)        |
| Vereine | 166                      | 203                      | 216                      | 232                      | 254                      | 260                      | 269                      | 286                      | 297                      | 326                      | 340                      | + 105 % (+174)        |
| Europäische Genossenschaft (SCE)                                                                                  | 0                        | 0                        | 1                        | 1                        | 1                        | 2                        | 3                        | 5                        | 6                        | 5                        | 5                        | + 500 % (+5)          |
| Aktiengesellschaften                                                                                              | 7518                     | 7266                     | 6953                     | 6573                     | 6276                     | 6046                     | 5793                     | 5483                     | 5291                     | 5057                     | 5054                     | −32,77 % (-2464)      |
| Europäische Aktiengesellschaften (SE)                                                                             | 3                        | 4                        | 4                        | 5                        | 5                        | 6                        | 6                        | 9                        | 9                        | 11                       | 13                       | + 330 % (+10)         |
| GmbH | 89                       | 91                       | 92                       | 114                      | 135                      | 161                      | 178                      | 197                      | 232                      | 345                      | 501                      | + 463 % (+412)        |
| Anstalten privaten Rechts                                                                                         | 14578                    | 13835                    | 12721                    | 11486                    | 10535                    | 9423                     | 8424                     | 7540                     | 6636                     | 6031                     | 5673                     | - 61,09 % (-8905)     |
| Stiftungen und Treuhänderschaften und sonstige Rechtsformen sowie Zweigniederlassungen ausländischer Unternehmen. | 56066                    | 51960                    | 44388                    | 39366                    | 35361                    | 29946                    | 25922                    | 22263                    | 19030                    | 16110                    | 14918                    | - 73,39 % (-41.148)   |
| Total | 78907                    | 73856                    | 64951                    | 58391                    | 52973                    | 46388                    | 41137                    | 36307                    | 32035                    | 28428                    | 27053                    | - 65,715 % (-51854)   |
| Tendenz zum Vorjahr                                                                                               |                          | -5051                    | -8905                    | -6560                    | -5418                    | -6585                    | -5251                    | -4830                    | -4272                    | -3607                    | -1375                    |                       |

Beachte: Die Zahlenangaben im jeweils aktuellen Rechenschaftsbericht sind jeweils vom 31.12. jeden Jahres zum 1.1. des nächsten Jahres nicht übereinstimmend und werden offensichtlich in jedem nachfolgenden Rechenschaftsbericht der Regierung nachkorrigiert. Es handelt sich daher bei diesen Zahlen für das aktuelle Jahr nur um vorläufige Angaben. Auf Grund der Kleinen Anfrage des Abgeordneten Harry Quaderer vom Oktober 2012 wurde von Regierungsrätin Aurelia Frick mitgeteilt, dass durch die "laufende Nacherfassung alter Registerkarten (...) Rechtseinheiten in die Handelsregister-Datenbank laufend ein- bzw. ausgetragen" werden. "Diese Änderungen in der Bestandszahl werden nicht als »Neugründung« bzw. »Löschung« geführt, da der Vorgang nicht im aktuellen Jahr geschehen ist. Dies hat zur Folge, dass die Bestandszahl per 31.12. nicht mit der Zahl vom 1.1. des Folgejahres übereinstimmt."

## Historie (Übersicht)
| Jahr          | Ereignis |
| ------------- | --- |
| 1866          | Einführung des Allgemeinen deutschen Handelsgesetzbuches im Fürstentum Liechtenstein (ADHGB), LGBl. 10/1865. Für die Führung des "Handelsregisters" ist das Landgericht zuständig. |
| 1926          | Einführung des Personen- und Gesellschaftsrechts (PGR), LGBl. 4/1926. Es wird damit das „Öffentlichkeitsregister“ eingeführt. Die bisher bestandenen unterschiedlichen Register werden damit zusammengeführt. Führung des Registers durch die Regierung, Aufsicht durch das Obergericht. |
| 2000          | Zusammenlegung des bisher selbstständigen Grundbuchamtes und Öffentlichkeitsregisteramtes zum Grundbuch- und Öffentlichkeitsregisteramt. Aufsicht durch die Regierung. |
| 2001          | PGR-Novelle (LGBl. 279/2000). Ausweitung des Tätigkeitsbereichs des Grundbuch- und Öffentlichkeitsregisteramtes. |
| 2002–2003     | Maßgebliche Revision des Öffentlichkeitsregisterrechts: |
| 28. Juni 2004 | Inbetriebnahme der Elektronischen Registerlösung (elektronische Registerführung) beim Öffentlichkeitsregister. |

## Firmenindex
Im Firmenindex des liechtensteinischen Grundbuch und Öffentlichkeitsregisteramtes (GBOERA) konnten von registrierten Unternehmen Teilauszüge der im Öffentlichkeitsregister eingetragenen Daten und weiterer rechtliche Tatsachen kostenlos eingesehen werden und auch ein beglaubigter Vollauszug aus dem Öffentlichkeitsregister für ein bestimmtes Unternehmen gegen Gebühr bestellt werden.

## Kontakt
Grundbuch- und Öffentlichkeitsregisteramt (GBOERA), nunmehr Amt für Justiz bzw. Handelsregister,

Äulestrasse 70,

Postfach 684,

9490 Vaduz